# Franek Haschke
Franek Haschke (* 28. März 1980 in Potsdam) ist ein ehemaliger deutscher Leichtathlet, der im 1500-Meter-Lauf erfolgreich war.
Haschke wurde mehrfach Deutsche Jugend- und Juniorenmeister und gewann Gold bei den Junioreneuropameisterschaften 1999 in Riga. Im Erwachsenenbereich wurde erstmals 2001 in der Halle Deutscher Meister. Im Jahr darauf gewann er auch im Freien die Deutsche Meisterschaft und wurde für die Europameisterschaften 2002 in München nominiert, wo er im Vorlauf ausschied. Im selben Jahr wurde er Vierter beim Europacup und Fünfter beim Weltcup.
2003 konnte Haschke seinen Meistertitel verteidigen und wurde Fünfter beim Europacup. 2004 wurde er zum zweiten Mal Deutscher Meister in der Halle und 2005 zum dritten Mal Meister im Freien. Beim Europacup belegte er in diesem Jahr wiederum den fünften Platz. 2008 gewann er die Deutschen Meisterschaften im Crosslauf und mit der 3 × 1000-m-Staffel. 2009 ließ er seine Sportkarriere ausklingen.
Haschke startete für SV Preußen Berlin, LAC Quelle Fürth/München 1860, LG Asics Pirna und LG Nord Berlin. Er studierte Medizin und wurde Arzt.